# Zakry Abdul Latif
Mohd Zakry Abdul Latif (* 2. April 1983 in Negeri Sembilan) ist ein Badmintonspieler aus Malaysia. Arif Abdul Latif und Razif Abdul Latif sind seine Brüder und ebenfalls erfolgreiche Badmintonspieler.

## Sportliche Karriere
Mohd Zakry Abdul Latif ist ein ausgesprochener Doppelspezialist, wobei er fast immer Fairuzizuan Tazari als Partner an seiner Seite hat. 2008 gewannen beide die Indonesia Open und die Singapur Open. Bei der China Open Super Series 2007, Singapur Super Series 2007 und der All England Super Series 2009 standen sie im Viertelfinale, bei der Indonesia Super Series 2007, Hong Kong Super Series 2008 und der Swiss Open Super Series 2008 im Halbfinale. Bei der Badminton-Weltmeisterschaft 2009 und den Südostasienspielen 2009 gewannen sie Bronze.

## Sportliche Erfolge
| Saison | Veranstaltung           | Disziplin    | Platz | Name                                                  |
| ------ | ----------------------- | ------------ | ----- | ----------------------------------------------------- |
| 2005   | Thailand Open           | Herrendoppel | 3     | Gan Teik Chai / Mohd Zakry Abdul Latif                |
| 2005   | Malaysia International  | Herrendoppel | 1     | Gan Teik Chai / Mohd Zakry Abdul Latif                |
| 2007   | Indonesia Super Series  | Herrendoppel | 3     | Mohd Fairuzizuan Mohd Tazari / Mohd Zakry Abdul Latif |
| 2007   | China Open Super Series | Herrendoppel | 5     | Mohd Fairuzizuan Mohd Tazari / Mohd Zakry Abdul Latif |
| 2007   | Singapur Super Series   | Herrendoppel | 5     | Mohd Fairuzizuan Mohd Tazari / Mohd Zakry Abdul Latif |
| 2003   | Swiss Open Super Series | Herrendoppel | 3     | Mohd Fairuzizuan Mohd Tazari / Mohd Zakry Abdul Latif |
| 2008   | Indonesia Open          | Herrendoppel | 1     | Mohd Fairuzizuan Mohd Tazari / Mohd Zakry Abdul Latif |
| 2008   | Singapur Open           | Herrendoppel | 1     | Mohd Fairuzizuan Mohd Tazari / Mohd Zakry Abdul Latif |
| 2009   | Südostasienspiele       | Herrendoppel | 3     | Mohd Fairuzizuan Mohd Tazari / Mohd Zakry Abdul Latif |
| 2009   | Weltmeisterschaft       | Herrendoppel | 3     | Mohd Fairuzizuan Mohd Tazari / Mohd Zakry Abdul Latif |